# Classe Neftegaz
La Classe Neftegaz (projet B-92) est une classe de remorqueurs de relevage d'ancres et navires d'approvisionnement (AHTS) de la marine russe.

## Description
Ces remorqueurs sont amplement utilisés sous leur forme civile. Très puissants, ils peuvent aussi être utilisés pour le renflouement, l'ancrage de plates-formes pétrolières, et l'approvisionnement en mer.

## Utilisateurs

### Russie
En Russie, trois exemplaires sont en service dans la marine russe :
- Ilga, flotte du Nord ;
- Aleksander Kortunov, flotte de la Mer Noire ;
- Kalar, flotte du Pacifique.

### Argentine
La marine argentine a acheté en 2014 quatre remorqueurs classe Neftegaz d'occasion à la Russie  utilisés comme navires multi-usages en milieu polaire.
Ils ont été renommés :
- ARA Puerto Argentino (A-21)
- ARA Estrecho de San Carlos (A-22)
- ARA Bahía Agradable (A-23)
- ARA Islas Malvinas (A-24)

### Navires de recherche
Plusieurs remorqueurs multi-usages de la classe Neftagaz ont été convertis en navires de recherche :
- Neftgaz 4, puis MB-305 (1983), converti entre 2016 et 2019[2] aux chantiers de Kaliningrad et renommé Evgeniy Gorigledzhan [3]
- Gepard (1985), converti en navire de recherche et renommé, en 2006, Osprey Explorer[4] ; démoli en 2020 à Gand (Belgique) ;
- Neftgaz 17 (1985), renommé Falcon Explorer en 1997[5] ; démoli en 2016 à Esbjerg (Danemark)[6].

## Galerie de photographies

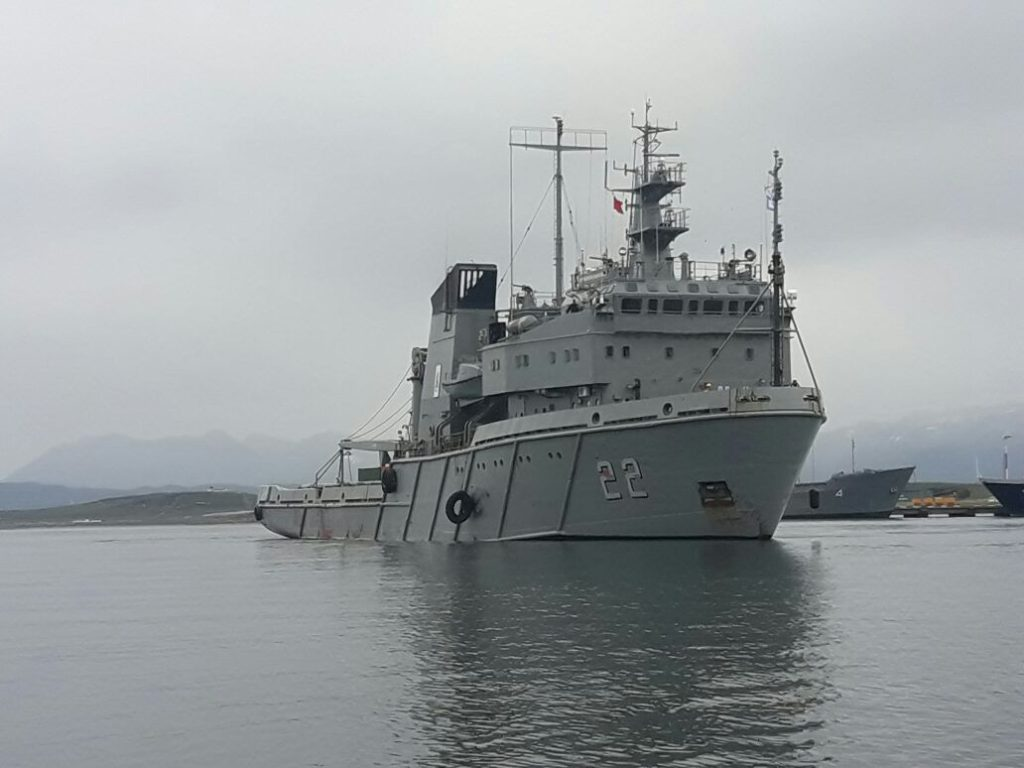
Estrecho de San Carlos
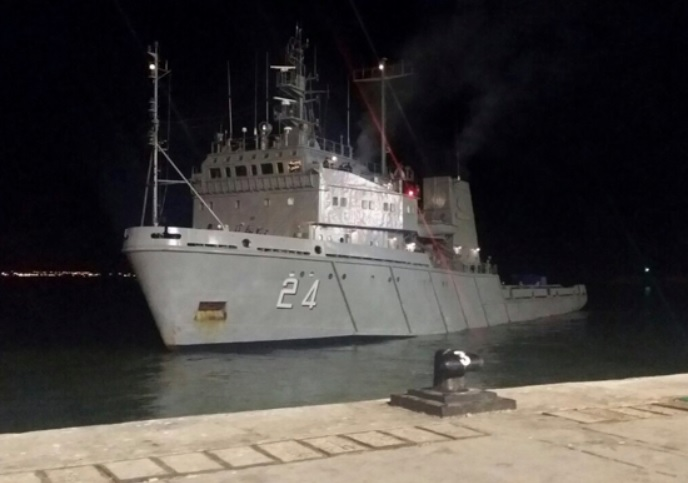
Islas Malvinas
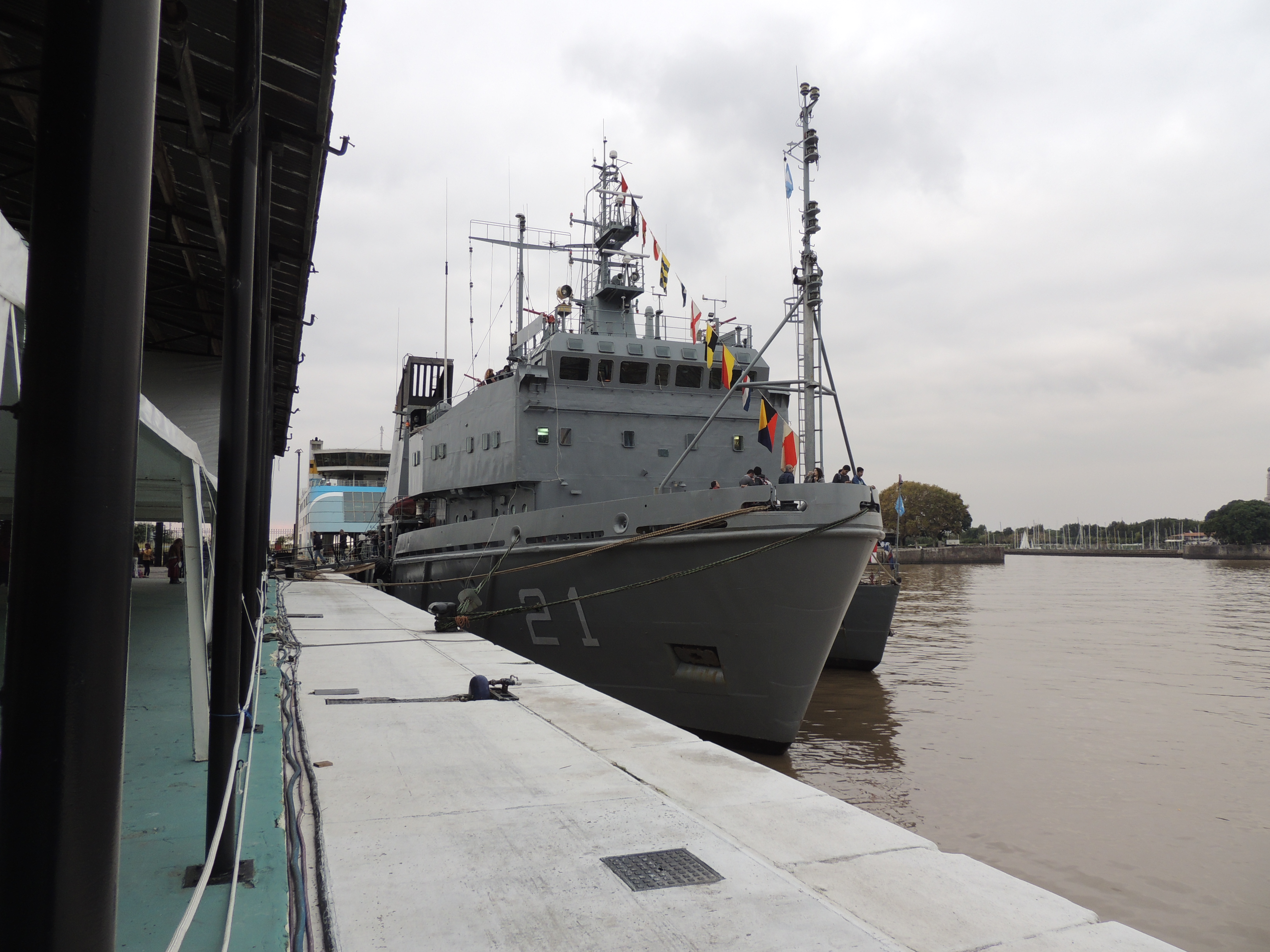
Puerto Argentino